# Bevrijdingsplaquette (Groningen)
De Bevrijdingsplaquette is een gedenkteken in Groningen ter herinnering aan de bevrijding van de Duitse bezetting in Nederland.

## Beschrijving
In 1970, 25 jaar na de bevrijding, deed een particulier de suggestie aan burgemeester en wethouders van Groningen om een gedenkteken op te richten ter herinnering aan de bevrijding van de stad. Beeldhouwer Willem Valk kreeg hiervoor de opdracht van het college, het geheel zou, inclusief gietwerk en plaatsing, 25000 gulden kosten.
Valk maakte een bronzen plaquette, die een plaats kreeg aan de gevel van het Groninger stadhuis. Bovenaan de plaquette rijst een opengewerkte diamant op uit een vlammenzee, daaronder de tekst 

toen rees uit oorlog en vuur
het helder kristal van de vrede

Op de onderste helft wordt de bevrijding door de Canadese troepen gememoreerd. Een opschrift in het Engels en Nederlands meldt 

ter herinnering van de bevrijding van 
Groningen door Canadese strijdkrachten
1945 13 - 16 april 1970